# Les enfants d'Isadora
Les enfants d'Isadora è un film del 2019 diretto da Damien Manivel.

## Riconoscimenti
- 2019 – Festival del film Locarno
  - Pardo d'argento per la miglior regia